# Ormosia loxia
Ormosia loxia är en tvåvingeart som beskrevs av Jaroslav Stary 1983. Ormosia loxia ingår i släktet Ormosia och familjen småharkrankar. Enligt den finländska rödlistan är arten sårbar i Finland. Artens livsmiljö är bäckar. Inga underarter finns listade i Catalogue of Life.